# Dombeya hafotsy
Dombeya hafotsy är en malvaväxtart som beskrevs av Arenes. Dombeya hafotsy ingår i släktet Dombeya och familjen malvaväxter. Inga underarter finns listade i Catalogue of Life.